# Villa Poul Henningsen
Villa Poul Henningsen[källa behövs] är en villa i Gentofte utanför Köpenhamn i Danmark, som ritades av Poul Henningsen och Viggo Møller-Jensen (1907-2003).
Poul och Else Henningsen uppförde 1937 ett enfamiljshus till sig själva och sina två barn i Gentofte norr om Köpenhamn. Poul Henningsen bodde där tills paret skildes 1942. Huset hade därefter tre privata ägare, innan det 2014 såldes till Realdania By & Byg. Det blev byggnadsminne 1995.
Huset har en bostadsyta på 202 kvadratmeter samt en källare på 72 kvadratmeter. Det ligger på en sluttningstomt nära Gentoftes vattentorn, som styckades av från målaren Jens Møller-Jensens fastighet vid Brogårdsvej. Det är byggt i prefabricerade betongblock, vilka vid denna tid var ett nytt och nyligen godkänt byggnadsmaterial. Ytterväggarna isolerades på insidan med två centimeter tjocka korkplattor. Fönster och dörrar är av stål. Huset har i bostadsvåningen sju plan med korta trappor med tre trappsteg emellan och i källarplanet fyra plan. Det har ett allrum, fem sovrum och ett arbetsrum.